# Eo biển Gaspar
Eo biển Gaspar là một eo biển rộng khoảng 80 km chia tách đảo Belitung ở phía đông với đảo Bangka ở phía tây. Cả hai đảo này đều thuộc Indonesia. Nó là một trong hai eo biển (cùng với eo biển Karimata ở phía đông đảo Belitung) cửa ngõ nối biển Java với Biển Đông. Trong khu vực này có các đảo nhỏ như đảo Liat, đảo Lepar, đảo Kelemar, đảo Mendanau, đảo Batudinding, đảo Lima, đảo Nado v.v. Độ sâu lớn nhất của eo biển này không quá 200 mét.